# Mademoiselle (film, 1966)
Pour les articles homonymes, voir Mademoiselle (homonymie).
Pour plus de détails, voir Fiche technique et Distribution.
Mademoiselle est un film franco-britannique réalisé par Tony Richardson, sorti en 1966.

## Synopsis
Dans un petit village de Corrèze Mademoiselle, institutrice à l'école et secrétaire à la mairie, toujours habillée soigneusement, est très respectée. Mais, en secret, elle est maligne. Au début de ce film noir, nous la voyons ouvrant une vanne afin d'inonder le village. Plus tard, elle met le feu à des maisons et empoisonne les abreuvoirs.
Par préjugé xénophobe, le bûcheron italien Manou, (joué en langue italienne par Ettore Manni) est soupçonné. 
Au fil d'une série de rencontres dans la forêt, la tension sexuelle monte peu à peu entre Mademoiselle (dont le vrai nom n'est jamais mentionné) et Manou. Finalement, après une nuit d'intimité assez perverse, elle le dénonce faussement, et les villageois viennent pour abattre le bûcheron avec leurs outils agricoles.

## Fiche technique
- Titre : Mademoiselle
- Réalisation : Tony Richardson
- Scénario : Marguerite Duras et Jean Genet
- Production : Oscar Lewenstein pour Woodfall Film Productions
- Assistant réalisateur : Marc Maurette
- Musique : Antoine Duhamel
- Photographie : David Watkin
- Pays d'origine : France - Royaume-Uni
- Format : Noir et blanc - 2,35:1 - Mono Cinémascope
- Genre : Drame
- Date de sortie : 1966

## Distribution
- Jeanne Moreau : Mademoiselle
- Ettore Manni : Manou
- Keith Skinner : Bruno
- Umberto Orsini : Antonio
- Georges Aubert : René
- Jane Beretta : Annette
- Paul Barge : un jeune policier
- Pierre Collet : Marcel
- Gérard Darrieu : Boulet
- Jean Gras : Roger
- Gabriel Gobin : le sergent de police
- Rosine Luguet : Lisa
- Antoine Marin : Armand
- Georges Douking : le prêtre confesseur
- Jacques Monod : le maire

## Cinématographie
En noir et blanc, dans des intérieurs sombres, avec une prédominance de scènes nocturnes, la caméra fixe, et sans musique, cette œuvre est un film noir par définition.

## Production
Le scénario, qui s'intitule Les Rêves interdits / L’Autre versant du Rêve, est d’abord présenté à Anouk Aimée durant l’été 1951, et le script éveille la curiosité de plusieurs réalisateurs (Louis Malle, Georges Franju ou Joseph Losey).
C'est Jeanne Moreau, amie de Jean Genet, qui propose le scénario à Richardson. Celui-ci l'adapte en 1966, avec Jeanne Moreau qu'il a toujours vu dans le rôle-titre. Il pensait d'abord à Marlon Brando pour le rôle de Manou, mais Brando n'était pas disponible.
Juste avant le tournage, le scénario est revu par Marguerite Duras.

### Lieux de tournage
Le film est tourné exclusivement en extérieur dans le village du Rat, hameau de la commune de Peyrelevade sur le plateau de Millevaches, en anglais et français.
Toute l'équipe de production, hébergée ici et là, s'était installée dans la région, même Jeanne Moreau, pour la durée du tournage.

### Source
- Jean Genet, Mademoiselle. Les rêves interdits ou L'autre versant du rêve, préfaces de Patric Chiha et Yves Pagès, Paris, éditions Gallimard, coll. « L'Imaginaire » no 760, 2024.